# Scopula multiscriptata
Scopula multiscriptata là một loài bướm đêm trong họ Geometridae.